# Denon
Denon (яп. デノン株式会社 дэнон кабусики гайся, «акционерная компания Дэ́нон») — японская компания по производству бытовой электроники, специализируется на производстве Hi-Fi- и Hi-End-аудиооборудования для профессионального и бытового применения.

## История
В 1910 году выходец из США Фредерик Уитни Хорн основал Nipon Chikuonki Shokai: её специализацией стало производство фонографов и пластинок с записанной классической музыкой. Официально компания была зарегистрирована как Nipponophone Phonograph Company Ltd. В 1927 году 35,7 % её акций приобрела компания Columbia Graphophone, а в январе 1928 состоялось основание Nippon Columbia Phonograph Company Ltd.
Современное название бренда появилось только в 1939 году, когда имя одного из филиалов, Japan Denki Onkyo объединили в одно слово. Название Denon является аббревиатурой, образованной от слов 電気 (でんき　дэнки — электричество) и 音響 (おんきょう　онкё — акустика, шум), и до 1970 года компания имела название でんおん (дэнъон). Так как в просторечии гуляла более короткая форма «дэнон» (でのん/デノン), то его также сделали торговой маркой. Штат того времени состоял из инженеров, выбравших в качестве направления развития совершенствование аудиотехники. Поэтому первым выпущенным оборудованием были электрофоны и рекордеры грампластинок. Покупателями Denon стали радиостанции из разных стран мира.
Постепенно Nippon Columbia расширила сферы своей деятельности, увеличив ассортимент продукции: в 1960-е — 1970-е годы появляются новые модели стереокомплектов, радиоприемников, телевизоров, музыкальных инструментов и даже электрических калькуляторов. Так, в 1964 году поступили в продажу аудиокассеты от Denon, а с 1971 года компания стала продавать Hi-Fi-компоненты: усилители, тюнеры, громкоговорители, проигрыватели виниловых граммпластинок. В 1972 году выпущен DN-023R — первый в мире цифровой восьмиканальный магнитофон, среди инноваций, применённых в аппарате, были ручное редактирование, функция сведения фонограммы. В 1977-м компания становятся обладателями награды «Trend Setter Award» от журнала Billboard.
В 1981 году фирма выпустила первый в мире CD-проигрыватель — DN-3000FE, через год выходит модель DCD-2000, предназначенная для бытового проигрывания CD.
В 1990-е годы компания выпускала проигрыватели мини-дисков, DVD-проигрыватели, DAT-рекордеры, освоила производство компонентов для домашнего кинотеатра.
В 2001 году фирма была реорганизована в корпорацию с 98 % акций, принадлежащих Ripplewood Holdings, и 2 % акций, принадлежащих корпорации Hitachi. В 2002 году произошло слияние Denon с японской компанией Marantz, также специализирующейся на производстве потребительской электроники категории Hi-Fi и Hi-End, в головную корпорацию — D&M Holdings — кроме Denon и Marantz также входит фирма Boston Acoustics, являющаяся детищем г-на Кена Ишиваты, идейным вдохновителем фирмы Marantz.